# 위도

구형 모델에서 위도(φ)와 경도(λ)를 나타낸 그림. 경위선(눈금) 간격은 10도이다.

위도(緯度, 영어: latitude)는 지구상에서 적도를 기준으로 북쪽 또는 남쪽으로 얼마나 떨어져 있는지 나타내는 위치이며, 흔히 그리스 문자 φ로 쓴다. 위도의 단위는 도(°)이며, 위도 0°는 적도이다. 북극점을 나타내는 90° N(북위 90도)부터 남극점을 나타내는 90° S(남위 90도)까지의 범위 안에 있다. 위도에는 지리 위도, 천문 위도, 지심 위도 등이 있다.
지리 위도는 지구 상의 어느 지점에서 지표면에 대해 수직선을 세웠을 때 이 수직선이 적도면과 이루는 각도이다. 지구는 회전 타원체이므로 지표면에 대한 수직선이 반드시 지구 중심을 지난다고 할 수 없다.
측지 위도는 지구 상의 어느 지점에서 적도면과 표준타원체의 법선이 이루는 각을 의미한다. 2015년 기준 대한민국에서는 측지위도를 위도로 사용하고 있다.
천문 위도는 지구 자전축과 지구 상의 한지점에서의 중력 방향(연직선)이 만나는 각도의 여각을 나타낸다. 흔히 적도면과 연직선 방향(지오이드 법선)이 만드는 각도라고 정의한다. 천문 위도와 측지위도는 연직선 편차때문에 값이 약간 다르다.
지심 위도는 지구 상의 어느 한 지점과 지구 중심을 연결하는 직선이 적도면과 이루는 각도이다.

측지위도(α)는 지구 상의 어느 지점에서 적도면과 표준타원체의 법선이 이루는 각이다. 지심위도(β, γ)는 지구 상의 어느 지점과 지구 중심을 연결하는 직선이 적도면과 이루는 각도이다.

## 대한민국 국토
대한민국의 위도는 33°(마라도)~ 43°(온성군), 경도는 124°11(마안도) ~131°52(독도)에 걸쳐 있다.

## 같이 보기
- 경도
- 적도
- 중위도